# Stubbe – Von Fall zu Fall: Yesterday
Yesterday ist ein deutscher Fernsehfilm von Claudia Garde aus dem Jahr 2003. Es handelt sich um den fünfundzwanzigsten Filmbeitrag der ZDF-Kriminalfilmreihe Stubbe – Von Fall zu Fall mit Wolfgang Stumph in der Titelrolle.

## Handlung
Wilfried Stubbe ermittelt im Todesfall einer alten Dame, die bei einem Wohnungseinbruch ermordet wurde. Bei dem Einbruch wurden zahlreiche Platten der Beatles entwendet. Wo das Motiv für den Diebstahl und die Tötung liegt, müssen Stubbe und sein Kollege Bernd Zimmermann herausfinden. Möglicherweise ist die Hausbesitzerin auch nur unglücklich gestürzt, als sie bei ihrer Heimkehr die Einbrecher überraschte. Stubbe versucht den letzten Tag der alten Dame nachstellen, um herauszufinden, was genau passiert sein kann. Da sich Martha Lennox mit einem Taxi nach Hause hat bringen lassen, will er auch mit dem Taxifahrer sprechen. Der ist jedoch nicht so einfach ausfindig zu machen. Als es ihm endlich gelingt, gibt der Mann an, zwar nochmal am Haus gewesen zu sein, Frau Lennox habe aber schon tot am Boden gelegen. Beim Weggehen habe er aber eine rothaarige Frau gesehen. Da Stubbe bei seinen Recherchen auch der Tochter der Opfers begegnet war, ist ihm klar, dass sie diese Frau gewesen sein muss. Bei seiner Befragung gibt Cynthia Lennox an, mit ihrer Mutter gestritten zu haben. Dabei sei sie gestürzt und da sie ihre Mutter für tot hielt, hätte sie keinen Notarzt gerufen, sondern wäre aus dem Haus geeilt. Als Stubbe Cynthia Lennox zum Revier bringen will, läuft sie in einem unbeobachteten Moment vor ein Auto. Zum Glück wird sie nur leicht verletzt. 
Stubbes Kollege Zimmermann findet heraus, dass neben den Beatlesplatten auch ein Livemitschnitt der Gruppe gestohlen wurde, der vermutlich sehr wertvoll ist, da es bisher keine derartigen Aufnahmen gab. Verdächtigt wird zunächst Jochen Opalka, ein junger Mann, der im Haus der alten Dame regelmäßig für sie Aufträge erledigt hatte.
Nachdem die Obduktion ergibt, dass Martha Lennox nicht an dem Sturz gestorben ist, sondern durch einen Schlag mit einem Golfschläger, rekonstruiert er den Tathergang und kann so als Täter Brian Parker, den Exfreund von Cynthia Lennox ermitteln. Er wusste durch Cynthia von der wertvollen Beatlessammlung und hatte durch sie von dem Sturz der alten Dame erfahren. So wollte er deren Hilflosigkeit ausnutzen, um die Sammlung zu stehlen und wurde von Martha Lennox überrascht, weshalb er sie dann erschlagen hatte.

## Hintergrund
Der Film wurde in Hamburg und Umgebung gedreht und am 20. Dezember 2003 um 20:15 Uhr im ZDF erstausgestrahlt.

## Kritik
Die Kritiker der Fernsehzeitschrift TV Spielfilm befanden einen „Stubbe im Retro-Rausch“ als „sympathisch“. Sie vergaben Yesterday die bestmögliche Wertung, indem sie mit dem Daumen nach oben zeigten.
kino.de wertete: „Spannende Jubiläumsfolge des Samstagabendkrimis, in der Wolfgang Stumph alias Stubbe auf den Hamburger Spuren der Beatles wandelt.“ Ein „interessant konstruierter Fall, den Stubbe und Zimmermann lösen müssen.“ „Unter dem Strich bleibt ein launiges, kurzweiliges Tribut an eine große Band, das dem ZDF auch viele Zuschauer bringen könnte, die mit Stumphs Kommissar ansonsten weniger anfangen können.“